# Вайян, Даниэль
Даниэ́ль Вайя́н (фр. Daniel Vaillant; род. 19 июля 1949, Лорм) — французский политик, член Социалистической партии, министр внутренних дел (2000—2002).

## Биография
Получил квалификацию лаборанта-биолога, но ещё в юном возрасте вступил в Социалистическую партию и стал политическим активистом. В 1986 году избран в региональный совет Иль-де-Франса, с 1989 по 2008 год являлся депутатом Парижского Совета, имеющего муниципальные и департаментские полномочия. Одновременно с 1995 по 2001 год и с 2003 по 2014 год занимал должность мэра 18-го округа Парижа.
С 1988 по 2017 год являлся депутатом Национального собрания с девятого по четырнадцатый созыв, но с перерывами. 1 апреля 1993 года лишился мандата, когда истекли полномочия парламента девятого созыва, но 6 февраля 1994 года вернулся в Национальное собрание после победы на дополнительных выборах ввиду отставки другого депутата. 4 июля 1997 года прервал свой мандат в парламенте одиннадцатого созыва из-за назначения в правительство, но 19 июня 2002 года вернул его в парламенте двенадцатого созыва, победив на очередных выборах. До 2012 года представлял 19-й избирательный округ Парижа, а после реорганизации системы округов в 2012 году — 17-й избирательный округ.
4 июня 1997 года при формировании правительства Лионеля Жоспена получил портфель министра по связям с парламентом.
29 августа 2000 года в том же правительстве переместился в кресло министра внутренних дел и оставался в этой должности до формирования 7 мая 2002 года правительства Жана-Пьера Раффарена.
Парламентские выборы 2017 года оказались для Вайяна, как и для Социалистической партии в целом, катастрофическими — он потерпел в своём округе сокрушительное поражение уже в первом туре с результатом 6,6 %, хотя на предыдущих выборах в 2012 году получил во втором туре более 72 % голосов.